# Kitty Crowther

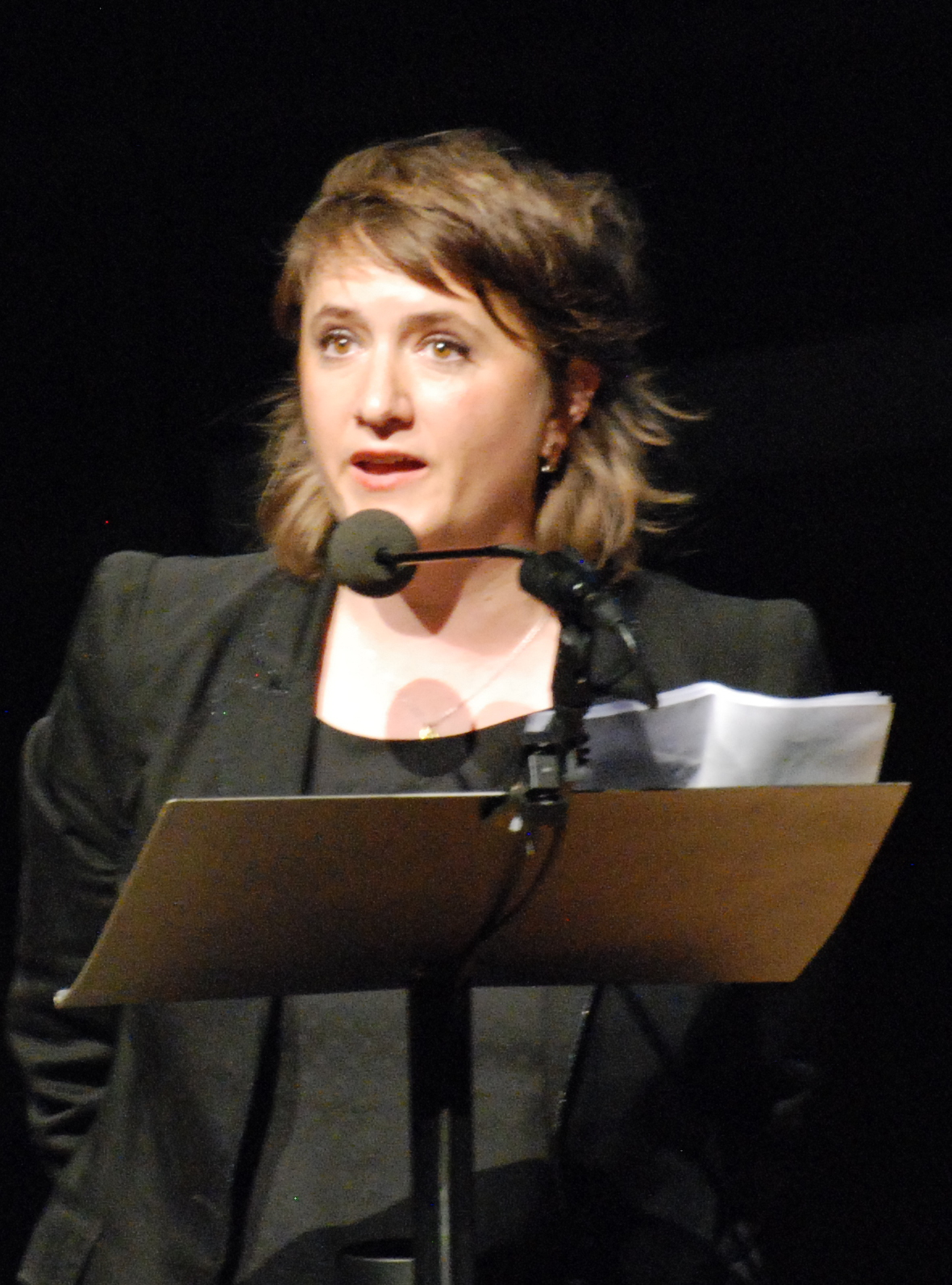
Kitty Crowther tijdens de uitreiking van de Astrid Lindgrenprijs, 2010

Kitty Crowther (Brussel, 4 april 1970) is een Belgisch illustrator en auteur van Franstalige jeugdliteratuur.
Na het behalen van haar graduaat in Plastische Kunsten aan het Institut Saint-Luc te Brussel, begon ze eerst met illustreren en daarna met het publiceren van teksten. In 2006 werd haar de driejaarlijkse Grote Prijs van de Franse Gemeenschap van België toegekend. De Astrid Lindgren Memorial Award (ALMA), voor haar gehele werk, kreeg zij in 2010. De daaraan verbonden prijs van vijf miljoen Zweedse kronen is wereldwijd de grootste prijs die een auteur of illustrator van kinder- of jeugdboeken in de wacht kan slepen.
Zij is onder meer bekend om haar serie Poka & Mine, die ze begon in 2005.

## Publicaties
Kitty Crowther werkte aan de volgende boeken als illustrator of als schrijver:
- Mon Royaume, L'École des loisirs, 1994
- Va faire un tour, L'École des loisirs, 1995
- Un jouir, mon prince viendra, tekst van Andrea Nève, L'École des loisirs, 1995
- Mon ami Jim, L'École des loisirs, 1996
- Lily au royaue des nuages, L'École des loisirs, 1997
- Copain des peintres - la boîte à idées des artistes en herbe, tekst van Geneviève Casterman, Milan, 1997
- La Grande Ourse, tekst van Carl Norac, L'École des loisirs, 1999
- Trois histoires folles de Monsieur Pol, L'École des loisirs, 1999
- 365 histoires, comptines et chansons, tekst van Marie Delafon, collectif d'illustrateurs, Albin Michel Jeunesse, 2000
- Pour sa naissance, Albin Michel Jeunesse, 2000
- Le Bain d'Elias, L'École des loisirs, 2001
- Le Père Noël m'a écrit, tekst van Carl Norac, L'École des loisirs, 2001
- Tout va très bien, Madame la marquise, tekst van Charles-Joseph Pasquier, Henri Allum en Paul Misraki, Didier Jeunesse, 2001
- Scritch scratch dip clapote!, L'École des loisirs, 2002
- L'Anniversaire de l'écureuil, tekst van Toon Tellegen, Albin Michel Jeunesse, 2002
- Teri-Hate-Tua, l'épouvantable tortue rouge, tekst van Jean-François Chabas, Casterman Jeunesse, 2002
- L'Enfant racine, L'École des loisirs, 2003
- La Princesse qui n'existait pas, tekst van Christian Oster, L'École des loisirs, 2003
- La Visite de la Petite Mort, L'École des loisirs, 2004
- Petits meurtres et autres tendresses, Seuil, 2004
- Vingt-neuf moutons, tekst van Christian Oster, L'École des loisirs, 2004
- Poka & Mine. Le Réveil, L'École des loisirs, 2005
- Poka & Mine. Les nouvelles ailes, L'École des loisirs, 2005
- Spinoza et moi, tekst van Sylvaine Jaoui, Casterman, 2005
- Le Grand Désordre, Seuil, 2005
- Alors?, L'École des loisirs, 2006
- Les Contes de l'armoire, tekst van Alix Mosonyi, L'École des loisirs, 2006
- Les Contes du magasin, tekst van Alix Mosonyi, L'École des loisirs, 2006
- Poka & Mine. Au musée, L'École des loisirs, 2007
- Poka & Mine. Au cinéma, L'École des loisirs, 2007
- Poka &Mine. Au fond du jardin, L'École des loisirs, 2007
- Un nuage dans le ventre, tekst van Gilles Abier, Actes Sud Junior, 2007
- Dans moi, tekst van Alex Cousseau, MeMo, 2007
- Annie du lac, L'École des loisirs, 2009 - Baobab de l’album, Salon du livre et de la presse de jeunesse de Montreuil, 2009
- Le petit homme et Dieu, L'École des loisirs, 2010